# Ковбой Бібоп (мінісеріал)
«Ковбой Бібоп» (англ. Cowboy Bebop) — американський науково-фантастичний телесеріал, адаптація японського однойменного аніме. Розробником серіалу є Андре Немец, сценаристом назначено Крістофера Йоста, а головні ролі в ньому грають Джон Чо, Мустафа Шакір, Даніела Пінеда, Єлена Сатіне та Алекс Гассел.
Вихід першого сезону з 10 епізодів відбувся 19 листопада 2021 року на Netflix. У грудні 2021 року серіал закрили.

## Сюжет
Дія серіалу розгортається у 2071 році, в центрі уваги — пригоди банди мисливців за головами, які переслідують злочинців по Сонячній системі на космічному кораблі «Бібоп».

## Актори та персонажі

### Головні персонажі
| Актор           | Роль          | Опис |
| --------------- | ------------- | --- |
| Джон Чо         | Спайк Шпігель | Мисливець за головами, народжений на Марсі. Рідко говорить про своє минуле, але, судячи з усього, раніше вже брав участь у бандах. Улюблений стиль бою — кулачні бої. Для цієї ролі Чо відростив волосся, щоб імітувати вигляд Спайка з аніме. |
| Мустафа Шакір   | Джет Блек     | Колишній поліцейський, капітан «Бібопа». Має кібернетичну руку після невдалого розслідування. |
| Даніелла Пінеда | Фей Валентайн | Мисливиця за головами і шахрайка в боргах через надмірні азартні ігри. Провела 54 роки у анабіозі після аварії космічного човника. |
| Єлена Сатіне    | Джулія        | «Фатальна жінка», яка настільки ж розумна, як і красива. У неї складне минуле зі Спайком і Вішезом, і вона є об’єктом їхніх прихильностей. |
| Алекс Гассел    | Вішез         | Супротивник Спайка, член мафіозного синдикату Червоний Дракон. Був партнером Спайка до того, як вони посварилися через Джулію. |

### Другорядні персонажі
| Актор                   | Роль         | Опис                                                                                      |
| ----------------------- | ------------ | ----------------------------------------------------------------------------------------- |
| Тамара Тюні             | Ана          | Власниця андеграундного джаз-клубу на Марсі, сурогатна матір Спайка.                      |
| Мейсон Александр Парк   | Грен         | Джазовий музикант, права рука Ани. Для серіалу персонаж був переосмислений як небінарний. |
| Айра Манн і Люсі Керрі  | Панч і Джуді | Дует, що веде Big Shot, соціальну програму мисливців за головами.                         |
| Джофф Стульц            | Чалмерс      | Детектив поліції внутрішньої сонячної системи (ISSP), колишній партнер Джета.             |
| Рейчел Гаус             | Мао          | Кримінальний бос, яка очолює сім'ю «Білих тигрів» Синдикату.                              |
| Енн Труонг і Хоа Сюанде | Шін і Лін    | Близнюки, силовики Vicious.                                                               |

### Епізодичні ролі
| Актор                    | Роль                        | Опис                                                                                     |
| ------------------------ | --------------------------- | ---------------------------------------------------------------------------------------- |
| Ян Уддін та Лідія Пекхем | Азімов та Катерина Соленсан | Пара, яка тікає від закону, сподіваючись зірвати куш для забезпечення свого майбутнього. |
| Калі Нелле               | Абдул Гакім                 | Злодій, який постійно змінює свій зовнішній вигляд, щоб не попастися.                    |
| Едрієнн Барбо            | Марія Мердок                | Екофашистська терористка, яка вдасться до крайнощів, щоб захистити природу.              |
| Джош Рендалл             | П'єро Ле Фу                 | Чоловік, психіка якого постраждала від інтенсивних наукових експериментів.               |
| Родні Кук                | голос Тедді Бомбера         | Терорист, який використовує вибухових плюшевих ведмедиків, щоб повстати проти уряду.     |

Актори-собаки породи вельш-коргі Чарлі і Гаррі зіграють Ейна. Крім того, Блессінг Мокголоа зіграє Сантьяго, а Моллі Моріарті зіграє Кіммі Блек. Джеймс Гіроюкі Ляо також отримав роль. У кінці останньої серії з'являється Едвард «Радикальний Ед» Вонг Хау Пепелу Тіврускі IV, яка приєднується до команди «Бібопа» у дев'ятому епізоді аніме.

## Список серій

### Сезон 1 (2021)
| № | #  | Назва                                     | Режисер            | Сценарист                            | Перший ефір у США |
| --- | -- | ----------------------------------------- | ------------------ | ------------------------------------ | ----------------- |
| 1 | 1  | «Ковбойські псальми» «Cowboy Gospel»      | Алекс Гарсія Лопез | Хаджіме Ятате, Крістофер Йост        | 19 листопада 2021 |
| Відрахування з’їдають левову частку винагороди Спайка й Джета. Тепер вони переслідують наступну ціль і прямують до Нової Тіхуани. Але туди поспішають не тільки вони. |    |                                           |                    |                                      |                   |
| 2 | 2  | «Венеріанський поп» «Venus Pop»           | Алекс Гарсія Лопез | Хаджіме Ятате                        | 19 листопада 2021 |
| Переслідуючи однорукого підривника з Венери, Джет і Спайк намагаються не розсваритися, але напругу в стосунках підживлює загадкове минуле Спайка.                     |    |                                           |                    |                                      |                   |
| 3 | 3  | «Свінг Великого Пса» «Dog Star Swing»     | Майкл Кетлман      | Хаджіме Ятате, Крістофер Йост        | 19 листопада 2021 |
| Джетові потрібні гроші, щоб придбати подарунок на день народження доньки, тож вони зі Спайком вистежують злочинця в борделі. Проте Спайк має ще й приховану мету.     |    |                                           |                    |                                      |                   |
| 4 | 4  | «Соул на Каллісто» «Callisto Soul»        | Майкл Кетлман      | Вів'єн Лі, Хаджіме Ятате             | 19 листопада 2021 |
| Група екотерористів заважає її спробі шантажу, тож Фей вербує Спайка й Джета, щоб ті допомогли їй спіймати терористів за винагороду.                                  |    |                                           |                    |                                      |                   |
| 5 | 5  | «Танго на темному боці» «Darkside Tango»  | Алекс Гарсія Лопез | Ліз Сагал, Хаджіме Ятате             | 19 листопада 2021 |
| Джет разом із колишнім партнером вистежують злочинця, котрий нещодавно вийшов на волю. А поки його нема, Спайк і Фей намагаються знайти швидкий підробіток.           |    |                                           |                    |                                      |                   |
| 6 | 6  | «Бінарний тустеп» «Binary Two-Step»       | Майкл Кетлман      | Карл Таро Грінфельд, Хаджіме Ятате   | 19 листопада 2021 |
| Бібоп потребує ремонту. Джет відправляє Спайка на пошуки примарного злочинця, винагорода за якого покриє витрати, і лишає Фей наглядати за механіком.                 |    |                                           |                    |                                      |                   |
| 7 | 7  | «Хастл на супутниках» «Galileo Hustle»    | Алекс Гарсія Лопез | Александра Гартман, Хаджіме Ятате    | 19 листопада 2021 |
| З’являється шахрайка з минулого Фей і в обмін на швидкий проїзд до Санто Сіті пропонує інформацію про справжню особистість Фей. Джулія розглядає можливі варіанти.    |    |                                           |                    |                                      |                   |
| 8 | 8  | «Фанк сумного клоуна» «Sad Clown A-Go-Go» | Алекс Гарсія Лопез | Хав'єр Грілло-Маршуах, Хаджіме Ятате | 19 листопада 2021 |
| Вішес звільняє шаленого кілера й дає йому контракт на вбивство Спайка Шпіґеля. Згодом він починає здійснення свого плану стосовно старійшин.                          |    |                                           |                    |                                      |                   |
| 9 | 9  | «Вальс Синьої Ворони» «Blue Crow Waltz»   | Майкл Кетлман      | Дженніфер Джонсон, Хаджіме Ятате     | 19 листопада 2021 |
| За кілька років до цього Спайк і Вішес зустрічають Джулію в клубі Ани. Але любовні перипетії й честолюбність Вішеса приносять їм лише купу проблем.                   |    |                                           |                    |                                      |                   |
| 10 | 10 | «Симфонія спалаху» «Supernova Symphony»   | Майкл Кетлман      | Хаджіме Ятате, Крістофер Йост        | 19 листопада 2021 |
| Фей і Джет відстежують шлях Спайка до клубу Ани й дізнаються, що це Вішес викрав доньку Джета й хоче обміняти її на Спайка.                                           |    |                                           |                    |                                      |                   |

## Виробництво

### Розробка
6 червня 2017 року було оголошено, що за американську адаптацію «Ковбоя Бібопа» з живими акторами взялися Tomorrow Studios за партнерством Марті Адельштейна та Sunrise Inc., які також створили оригінальне аніме. Крістофер Йост посів крісло сценариста. 27 листопада 2018 року Netflix оголосив, що серіал вийде на їх стрімінговій платформі. Один із продюсерів Tomorrow Studios, Андре Немец, був призначений шоуранером. В інтерв'ю Vanity Fair 26 жовтня 2021 року Йост сказав, що почав планувати другий сезон серіалу ще до закінчення роботи над першим, на що також натякав Немец.

### Кастинг
4 квітня 2019 року видання Variety повідомило, що Джон Чо, Мустафа Шакір, Даніелла Пінеда та Алекс Гассел отримали головні ролі Спайка Шпігеля, Джета Блека, Фей Валентайн та Вішеза у серіалі. 22 серпня 2019 року було оголошено, що Єлена Сатіне отримала роль Джулії. 19 листопада 2020 року Deadline Hollywood повідомив, що Джофф Стульц, Тамара Тюні, Мейсон Александер Парк, Рейчел Гаус, Енн Труонг і Хоа Сюанде отримали роль Чалмерса, Ани, Грена, Мао, Шіна та Ліна. Джеймс Гіроюкі Ляо приєднався до акторського складу у серпні 2021 року разом із Блессінг Мокголоа в ролі Сантьяго та Моллі Моріарті в ролі Кіммі Блек. 25 вересня 2021 року Ян Уддін і Лідія Пекхем, Едріенн Барбо, Джош Рендалл, Родні Кук, Айра Манн і Люсі Керрі офіційно отримали ролі Азімова і Катерини Соленсан, Марії Мердок, П'єро Ле Фу, Тедді Бомбера, Панча і Джуді. Також було підтверджено, що Калі Нелле зіграє Абдула Гакіма.
27 жовтня 2021 року в інтерв'ю SyFy Wire Немец пояснив, що навмисно вибрав акторів старшого віку, і аргументував свій вибір тим, що це створить багатші історії для персонажів: «Думаю, мені стало зрозуміло, що по-справжньому відчувати цих персонажів, щоб дійсно захотіти слідкувати за ними і жити з ними, їм потрібна була справжня глибина життєвого досвіду в їхній душі. І це було те, що приніс Джон. Я не можу уявити, щоб хтось був Спайком Шпігелем, крім Джона Чо, тому що Джон привносить глибину в цього персонажа. Він неймовірно легкий і з гумором. Він кмітливий. Він може бути лаконічним, як Спайк Шпігель. Я думаю, що в аніме були справжні моменти нудьги та справжні моменти драматичного болю, які дійсно потребували когось із такою глибиною, і Джон це привніс. У той час як в аніме нормально показувати молодших персонажів, в сучасному світі та в живих дійствах актор також повинен бути в змозі передати цю сутність. А для цього просто потрібен більш зрілий актор».
Кілька оригінальних японських акторів озвучування з аніме беруть участь в телеадаптації, повторюючи свої ролі в японському дубляжі шоу, а також буде додано кілька нових акторів озвучування. Японський актор озвучування Спайка Коічі Ямадера сказав: «Я давно чекав живої версії бойовика. Я відчуваю сильну повагу, яку вона показує до аніме. Сподіваюся, що глядачі побачать атмосферу персонажа Спайка, якого я раніше зобразив у виступі Джона Чо, який вміло виконує роль у цій версії. Також є багато деталей і подій, які можна здійснити лише в серіалі. Сподіваюся, що як люди, які люблять Ковбоя Бібопа, так і ті, хто вперше побачить його на екрані, можуть насолоджуватися цим новим серіалом!»

### Підготовка до виробництва
Немец та сценаристи спирались не лише на аніме, але й на фільми, які вплинули на режисера оригіналу Сінічіро Ватанабе під час розробки аніме зі студією Sunrise у 1990-х роках. Команда Netflix досліджувала «Великий сон» Говарда Гоукса (1946), класичний спагеті-вестерн Серджо Леоне «Хороший, поганий, злий» (1966), класику нового Голлівуду «Бонні і Клайд» (1967), «Космічна одіссея 2001 року» Стенлі Кубрика (1968), бойовик в стилі неонуар «Брудний Гаррі» (1971), а також комедія про поліцейських «Смертельна зброя» (1987) і навіть моторошний бойовик «Ворон» (1994), щоб представити Ковбоя Бібопа через реальність кіно. «Ми склали досить великий список, і ми витратили багато часу на пошуки натхнення», — сказав Немец.

### Зйомки
У жовтні 2019 року Чо отримав травму коліна, що призупинило виробництво приблизно на вісім місяців. 17 квітня 2020 року стало відомо, що епізоди триватимуть одну годину, що дозволить глибше розкрити історію, а також натякнули на можливість написання сценарію другого сезону. 19 травня 2020 року в інтерв'ю для SyFy Wire Адельштейн повідомив, що наразі є три закінчених епізоди і що вони зняли принаймні шість епізодів до травми Чо. Під час того ж інтерв'ю з'ясувалося, що Сінічіро Ватанабе, режисер аніме-серіалу, буде брати участь у зйомках як креативний консультант. Однак пізніше в листопаді 2019 року Ватанабе заявив: «Я прочитав початкову концепцію та висловив свої думки, але я не впевнений, чи будуть вони враховані в кінцевому продукті. Мені нічого не залишається, як молитися і сподіватися, що все вийде добре. Крім того, я не маю права зупиняти розробку Ковбоя Бібопа. Ці права в руках Sunrise, тому, якщо у вас є якісь претензії, надішліть їх їм».
12 жовтня 2021 року Entertainment Weekly повідомили, що Ватанабе затверджений як консультант. Він заявив: «Для мене це велика несподіванка і честь, що всесвіт Ковбоя Бібопар процвітає понад 20 років і буде продовжуватися». Виробництво відновлено 30 вересня 2020 року, після того як уряд Нової Зеландії дав добро продовжити після припинення в країні COVID-19. Зйомки офіційно закінчилися 15 березня 2021 року. У серпні 2021 року з'ясувалося, що автор оригінального шоу Хаджіме Ятате (що насправді є псевдонімом колективу Sunrise) цікавився написанням епізодів серіалу.

### Музика
Йоко Канно є композитором серіалу, а пісня «Tank!» грає у початкових титрах серіалу. В серпні 2021 року в інтерв'ю журналу Vulture Чо згадав про свою роль та участь Канно в адаптації: «Я помітив, що вона була замкнена, перш ніж сказати „так“. Я не думав, що шоу має продовжуватися без неї. [Вона] занадто невід'ємна складова. Наша адаптація без неї дуже б постраждала». 8 вересня 2021 року Немец заявив в інтерв'ю Polygon: «Участь Йоко в цьому шоу для мене була першочерговою».

## Маркетинг
У жовтні 2019 року Netflix опублікував відео першого погляду на Ейна. У кліпі, поставленому на музику з оригінального серіалу, були показані деякі знімальні майданчики та головний акторський склад із фірмовою фразою «Побачимося, космічний ковбою…» наприкінці. Netflix відновив маркетингову кампанію шоу в червні 2021 року з новим тизером, встановленим на опенінг оригінального шоу, «Tank!», щоб оголосити, що Канно, яка раніше працювала над саундтреком до оригінального аніме, працюватиме і над музикою серіалу. У серпні 2021 року разом із оголошенням дати випуску в листопаді Netflix випустив перший погляд на Спайка, Джета, Фей та Ейна в різних середовищах, відтворених з аніме, включаючи космічний корабель «Бібоп» і собор, де Вішез і Спайк мали своє перше протистояння. Під час заходу TUDUM Netflix вони представили початкові титри шоу, які повторюють початок аніме, включаючи музику. Їх зйомки зайняли 3 дні.

## Випуск
Спочатку шоу планували випустити у 2020 році, але дату релізу довелось відкласти через травму Чо та пандемію COVID-19. Перший сезон вийшов 19 листопада 2021 року. Хоча раніше Netflix планували вихід другого сезону, проте 9 грудня 2021 року у зв'язку з низькими рейтингами та поганим сприйняттям серіалу з боку критиків та глядачів шоу оголосили остаточно завершеним.

## Відгуки
На агрегаторі оглядів Rotten Tomatoes 38 % з 32 критиків дали серіалу позитивну оцінку із середньою оцінкою 5,5/10. Консенсус критиків вебсайту звучить так: «Можливо наступного разу, Космічний Ковбою — у цього живого Бібопа є досить весела команда, але він, на жаль, замінює душевність вихідного матеріалу кітчем». На Метакритику, взявши середню оцінку 39 зі 100 на основі 17 рецензій, серіал отримав «загалом негативні відгуки».
Бредлі Рассел з Total Film поставив серіалу чотири зірки з п'яти, заявивши, що шоу «переповнене шармом, індивідуальністю та стилем — і стає гідним супутником оригінального серіалу». Метт Кім з IGN відмітив, що шоу «від усієї душі використовує джерело і досягає успіху частіше, ніж невдач». Алан Сепінволл з Rolling Stone описав серіал як «шоу-вечірка тією ж мірою, що й трилер, космоопера тощо», що в кінцевому підсумку дало їй три з половиною зірки з п'яти. Мейсон Дауні з GameSpot заявив, що «абсолютно кожен актор на своєму місці». Сабріна Барр з Metro написала: «Незважаючи на свої недоліки, включаючи в'ялу розповідь, Ковбой Бібоп пропонує своїм зіркам можливість проявити свій талант у веселій — хоча й передбачуваній — історії».
Оллі Брейдер із Форбс написав: «Більшість цього шоу — це просто безлад і виглядає все дешево. … Це важкий серіал, його тяжко пережити, і вона, безумовно, приведе шанувальників оригінального аніме в лють». Камбол Кемпбелл з Empire дав Ковбою Бібопу дві зірки з п'яти, оголосивши це «порожньою реконструкцією» аніме. Рафаель Мотамайор з Collider відчув те саме, зазначивши, що шоу «очевидно хоче працювати як відтворення аніме, … але воно занадто боїться по-справжньому зануритися в дивацтва та візуальні ефекти його джерела». Крістіан Голуб з Entertainment Weekly описав серіал як «набагато менш незручний», ніж попередні адаптації, але також зазначив, що «він все ще не відповідає потужності оригінального серіалу». Енджі Ган із The Hollywood Reporter написала: «У Ковбої Бібопі дуже мало того нового, що б вимагало уваги, або достатньо міцним, щоб обіцяти комфорт».